# ماكس الكسندر
ماكس الكسندر (بالإنجليزية: Max Alexander)‏ (11 مايو 1981 - ) هو ملاكم أمريكي.

## روابط خارجية
- ماكس الكسندر على موقع IMDb (الإنجليزية)
- ماكس الكسندر على موقع بوكس ريك (الإنجليزية) (registration required)